# Eino Uusitalo
Eino Oskari Uusitalo (Soini, 1 de diciembre de 1924-Lehtimäki, 19 de marzo de 2015) fue un político finlandés del Partido del Centro. Fue viceprimerministro de Finlandia en carácter interino en octubre del 1981 y febrero de 1982. 

## Biografía
Eino Uusitalo nació en el seno de una familia de agricultures de Soini, donde pudo acudir a la escuela primaria. Participó en la Guerra de continuación en Carelia. Después de la guerra, fue al colegio y al instituto de asesoramiento agrícola y se graduó como agrónomo en 1949. Antes de su elección al Parlamento, trabajó como agricultor y asesor agrícola para la Asociación Agrícola de Ostrobothonia del Sur en los municipios de Lehtimäki, Soini y Töysä.
Eino Uusitalo fue miembro de Partido Agrario (a partir de 1967 Partido del Centro) en la circunscripción de Vaasa de 1955 a 1983. En esos años, fue Ministerio del Interior en 1971 en el Gabinete de Ahti Karjalainen y entre 1976-1982.
En el gabinete presidido por Mauno Koivisto de 1979 a 1982, fue vicepresidente. Tras la renuncia del Presidente Urho Kekkonen debido a una enfermedad en otoño de 1981, el  Primer Ministro Mauno Koivisto ocupó el cargo presidencial y Eino Uusitalo ocupó el cargo de Viceprimer Ministro hasta febrero de 1982.
Después de que el presidente asumió el cargo, Eino Uusitalo volvió a ser diputado. En las siguientes elecciones, las elecciones parlamentarias finlandesas de 1983, ya no era candidato.